# كارلوس كونينيونيز
كارلوس كونينيونيز (بالإسبانية: Carlos Quiñónez)‏ هو لاعب كرة قدم غواتيمالي في مركز الوسط، ولد في 20 يوليو 1977 في بويرتو باريوس في غواتيمالا. شارك مع منتخب غواتيمالا لكرة القدم. أما مع النوادي، فقد لعب مع ديبورتيفو بيتابا ونادي كوميونيكيشنس.

## وصلات خارجية
- كارلوس كونينيونيز على موقع الاتحاد الدولي (مؤرشف)  (الإنجليزية)
- كارلوس كونينيونيز على موقع قاعدة بيانات كرة القدم.إي يو (الإنجليزية)
- كارلوس كونينيونيز على موقع ناشيونال فوتبول تيمز (الإنجليزية)
- كارلوس كونينيونيز على موقع Soccerway.com (الإنجليزية)